# Holger Lübbers
Holger Peter Svane Lübbers (født 13. april 1850 i København, død 5. marts 1931 i København) var en dansk marinemaler. Langt den største del af hans produktion er friske, naturalistiske skildringer af livet i Københavns Havn eller ved Nordsjællands kyst. I tilbagevendende perioder er motiverne taget fra Vestkysten (Agger, Thyborøn). En mindre del af produktionen er skildringer fra Syditalien.

## Ekstern henvisning
- Holger Lübbers på Kunstindeks Danmark/Weilbachs Kunstnerleksikon

- Wikimedia Commons har flere filer relateret til Holger Lübbers